# ベルトーニコ
ベルトーニコ（伊: Bertonico）は、イタリア共和国ロンバルディア州ローディ県にある、人口約1,100人の基礎自治体（コムーネ）。

## 地理

### 位置・広がり

#### 隣接コムーネ
隣接するコムーネは以下の通り。括弧内のCRはクレモナ県所属を示す。
- カスティリオーネ・ダッダ
- ゴンビト (CR)
- モントーディネ (CR)
- モスカッツァーノ (CR)
- リパルタ・アルピーナ (CR)
- テッラノーヴァ・デイ・パッセリーニ
- トゥラーノ・ロディジャーノ

### 地勢・地形
- 河川：アッダ川

### 気候分類・地震分類
気候分類では、zona E, 2549 GGに分類される。
また、イタリアの地震リスク階級 (it) では、zona 3 (sismicità bassa) に分類される。

## 行政

### 分離集落
ベルトーニコには、以下の分離集落（フラツィオーネ）がある。
- Brusada, Campolungo, Colombina, Monticelli